# Усть-Джилиндинское эвенкийское сельское поселение
Се́льское поселе́ние «Усть-Джилиндинское эвенкийское» (бур. Джилиндын Адагай Эвенкын hомон) — муниципальное образование в Баунтовский эвенкийском районе Бурятии Российской Федерации.
Административный центр — посёлок Усть-Джилинда.

## История
Статус и границы сельского поселения установлены Законом Республики Бурятия от 31 декабря 2004 года № 985-III «Об установлении границ, образовании и наделении статусом муниципальных образований в Республике Бурятия»

## Население
| 2002 | 2011 | 2012 | 2013 | 2014 | 2015 | 2016 |
| ---- | ---- | ---- | ---- | ---- | ---- | ---- |
| 473  | ↘306 | ↘289 | ↘288 | ↘286 | →286 | ↘278 |
| 2017 | 2018 | 2019 | 2020 | 2021 | 2023 | 2024 |
| ↘270 | ↗276 | ↗283 | ↘277 | ↘230 | ↘229 | ↘223 |

## Состав сельского поселения
| № | Населённый пункт | Тип населённого пункта          | Население |
| - | ---------------- | ------------------------------- | --------- |
| 1 | Кыджимит         | посёлок                         | ↘0        |
| 2 | Усть-Джилинда    | посёлок, административный центр | ↘307      |